# Cantabile (symfonisk suite)
 For alternative betydninger, se Cantabile. (Se også artikler, som begynder med Cantabile)
Cantabile er et værk af Frederik Magle komponeret mellem 2004 af 2009. Det består af tre symfoniske digte (eller satser) baseret på digte fra Henrik, Prinsgemalens digtsamling Cantabile. Suiten blev bestilt af det danske kongehus og uropførelsen af første-satsen fandt sted i 2004 i Tivolis Koncertsal med solisterne Sine Bundgaard (sopran) og Bo Anker Hansen (basbaryton). Anden- og tredje-satsen blev uropført den 10.juni 2009 ved en gallakoncert i DR Koncerthuset i anledning af Prinsgemalens 75-års fødselsdag med solisterne Ina Kringlebotn og Erlend Tyrmi. Orkester og kor var ved begge uropførelser DR SymfoniOrkestret og DR Koncertkoret dirigeret af Thomas Dausgaard. DR transmitterede koncerterne i TV.
Musikken veksler mellem det mørke og det humoristiske, som f.eks. i satsen Cortège & Danse Macabre, der beskriver et makabert dansende begravelsesoptog, hvis uvante pompøsitet og uventede traurighed – ifølge biografien Enegænger (2010) – fik nogle af koncertsalens nordiske gæster til at "trykke sig en anelse i sæderne" under uropførelsen ved fødselsdagskoncerten i 2009, efterfulgt af et pludseligt humoristisk skift til latinamerikanske rytmer.
Foruden Prinsgemalens originale franske tekst, bliver også Per Aage Brandts danske gendigtning benyttet i værket, og nogle steder synges der dansk og fransk på samme tid.

## Opbygning
Suitens består af følgende tre symfoniske digte/satser:
- Souffle le vent (baseret på digtet Souffle le vent – dansk: Vindene Skriger)
- Cortège & Danse Macabre (baseret på digtet Cortège funèbre (med undertitlen Danse Macabre) – dansk: Begravelsesoptog / Dødedans)
- Carillon (baseret på digtet L'Angélus and Lacrymae mundi – dansk: Angelus og Verdens Tårer)

## Kor og Orkester
Orkestrering:
- 3 fløjter (3.: piccolofløjte), 2 Oboer (2.: engelskhorn), 3 klarinetter, 1 basklarinet, 2 fagotter, 1 kontrafagot
- 4 valdhorn, 3 trompeter, 3 basuner, 1 contrabastuba
- pauker, 3 slagtøjsspillere
- harpe, klaver (solist i 3. sats), orgel
- sopran (solist), bas-baryton (solist), blandet kor (S,S,A,A,T,T,B,B)
- strygere

I satsen Carillon kræves det at korets basser synger Kontra-A (55 Hz), een af de dybeste toner nogensinde skrevet for kor. Særlige instrumenter: Brugen af en girafs lårbensknogle som et slagtøjsinstrument i Cortège & Danse Macabre.